# Наводнение в Джакарте
Ранним утром 1 января 2020 года в столице Индонезии Джакарте и её столичном округе произошло внезапное наводнение, вызванное ночным дождём, в результате которого выпало почти 400 мм осадков, что привело к разливу рек Чиливунг и Чисадане. По меньшей мере 66 человек погибли и 60 000 были вынуждены покинуть свои дома в результате сильнейшего наводнения в этом районе с 2007 года.

## История
В прошлом Джакарта неоднократно страдала от наводнений, в том числе в 1621, 1654, 1918, 1942, 1976, 1996, 2002, 2007, 2013 и 2015 годах. В значительной степени этому способствует то, что значительная часть Джакарты находится в низине; около 24 000 га большей части города находятся ниже уровня моря. Наводнение может стать сильным, если сильный дождь совпадает с приливами. В этом случае приливы выталкивают воду в низменные районы, а стоки от дождей в возвышенных районах (например, в Богоре) стекают в Джакарту.
Неконтролируемый рост населения в городах, плохое планирование землепользования, а также недостаточное понимание жителями и властями города сути наводнений и риска стихийных бедствий усугубляют их последствия.

## Наводнение
Из-за высокого уровня воды после дождя нескольким шлюзам был присвоен статус аварийных.
С 18:30 WIB (11:00 UTC, WIB — UTC+07:00) 1 января до 12:00 WIB (05:00 UTC) 2 января правительство временно отменило плату за проезд по платным дорогам в Джакарте.
Во многих районах города уровень воды достигал от 30 до 200 см. В некоторых местах, таких как Чипинанг Мелайю, Восточная Джакарта, уровень воды достигал четырёх метров. Более 397 000 жителей были эвакуированы на возвышенные места. Правительство рекомендовало использовать школы и правительственные здания в качестве временных убежищ. В некоторых районах эвакуации мешали стремительные потоки воды и отключение электричества.
По данным Индонезийского агентства метеорологии, климатологии и геофизики (BMKG), в ближайшие три-семь дней ожидается усиление дождя с грозой и сильным ветром, что, вероятно, усугубит ситуацию с наводнениями.

### Транспорт
Была нарушена работа транспортной сети, включая легкорельсовый транспорт, такси, поездов, платных дорог и международного аэропорта имени Халима Перданакусума. Международный аэропорт Сукарно-Хатта и Джакартский метрополитен продолжали работать в обычном режиме. Аэропорт имени Халима Перданакусума был закрыт рано утром из-за затопленных взлётно-посадочных полос, и воздушное движение было временно перенаправлено в аэропорт Соекарно-Хатта. Аэропорт был вновь открыт через несколько часов.

## Жертвы
По состоянию на 6 января 2020 года число погибших составило 66 человек в результате оползней, переохлаждения, утопления и поражения электрическим током.. Многие районы города остались без электричества, поскольку государственная компания PLN отключила его в целях безопасности. Это было самое сильное наводнение в регионе с 2007 года, когда интенсивность осадков составляла 340 мм в день и за 10 дней погибло 80 человек.

## Последствия
В попытке разогнать дождь были задействованы самолеты для засева облаков.
Губернатор Джакарты Аньес Басведан написал в Твиттере, что правительство поможет всем пострадавшим от наводнения. Басведан также заявил журналистам, что будет продвигать новые масштабные инфраструктурные проекты, включая строительство дамбы и шлюза, чтобы предотвратить повторное наводнение. Басведан публично заявил: «Я хочу, чтобы все чиновники в администрациях Джакарты проследили за тем, чтобы все правительственные здания и школы были готовы к использованию в качестве убежищ. Подготовьте общественные кухни, медицинские пункты, медикаменты, спальные коврики, общественные туалеты и другие предметы первой необходимости для эвакуирующихся». Президент Индонезии Джоко Видодо написал в Твиттере, что он восстановит всю общественную инфраструктуру с учётом противопаводковых мер.
Министерство иностранных дел Турции заявило, что полностью солидарно с народом Индонезии и готово оказать любую помощь, которая может потребоваться.